# La Venoge
La Venoge est un poème écrit en juillet 1954 à Port Manec'h par Jean Villard (dit Gilles) et qui personnalise avec tendresse une rivière de son pays vaudois, la Venoge.

## Description
Ce texte chante non seulement la rivière du même nom, mais plus largement l’attachement à un terroir, si bien que le public parisien réuni rue de l’Opéra au cabaret « Chez Gilles » l’ovationne  comme si c’était leurs racines que le poème célébrait. On comprend dès lors pourquoi Jacques Brel, présent dans la salle, dit y avoir trouvé le courage d’écrire Le Plat Pays, avec la même visée. Plus largement, une dédicace du Belge témoigne de l’ascendant du poète suisse sur son cadet : « À Gilles, mon maître depuis toujours, humblement, sincèrement ».
Constitué de sept strophes octosyllabiques (sauf le douzième et dernier vers de chacune qui est un refrain de deux mots, ceux du titre), alternant adéquatement rimes suivies et embrassées, ce poème vante l’esprit fantasque de ce cours d’eau issu du Jura qui coule d’abord vers « les Allemagnes » avant de buter contre la barrière rocheuse du Mormont, de s’aviser que le sud a ses avantages et de « se fondre amoureusement entre les bras du bleu Léman. » 
Malicieusement, Gilles feint la grandiloquence que voudrait adopter les riverains fiers d’un « fleuve » vaudois de bout en bout, avant de nous ramener à la sage modestie qui convient à un canton dont les habitants sont comme elle :

« Tranquille, pas bien décidée,
Elle tient le juste milieu,
Elle dit : qui ne peut ne peut,
Mais elle fait à son idée. »

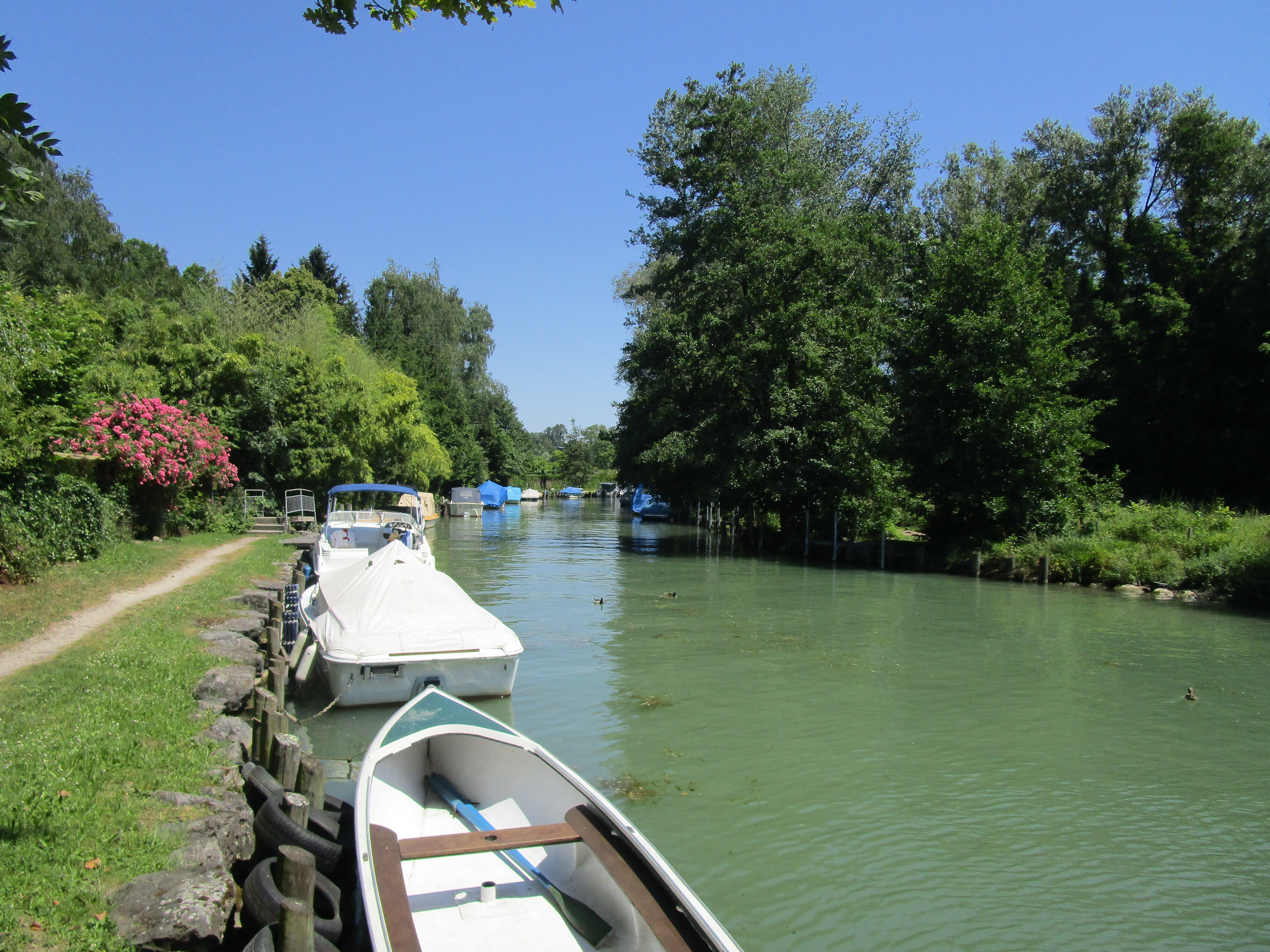
Embouchure de la Venoge, entre Préverenges et Saint-Sulpice.

Et, dans ce canton viticole, le poète de conclure :

« Et certains, mettant dans leur vin
De l’eau, elle regrette bien
— C’est, ma foi, tout à son éloge –
Que ce bon vieux canton de Vaud
N’ait pas mis du vin dans son eau...
La Venoge ! » »

On trouve en ligne ce poème dit par son auteur affectant opportunément l’accent de son terroir, et notamment celle enregistrée à Lausanne le 1er septembre 1979 lors de la très juvénile Fête à la chanson romande, durant laquelle Gilles qui a 84 ans consent à dire le fameux poème à la demande générale.

## Sources
- Fonds : Gilles (Jean Villard) (1932-1961) [quatre pièces].  Cote : CH-000053-1 P 1000/159. Archives cantonales vaudoises (présentation en ligne).Quatre poèmes autographes, datés et signés : Dollar (Genève, juillet 1932), Au Boulevard Edgar-Quinet (Raguènes, août) 1953), La Venoge (Pont-Manech, août 1954) et Les dieux d'un jour (Affisos, août 1961).
- Grégoire Montangero (direction artistique), La Venoge côté cœur : huitante personnalités célèbrent le cinquantième anniversaire du poème fleuve de Jean Villard-Gilles, [Lausanne] : Publi-Libris, 2004, 350 p.